# Старая Александровка (Татарстан)
Ста́рая Алекса́ндровка (тат. Иске Александровка) — село в Мензелинском районе Татарстана. Входит в состав Староматвеевского сельского поселения.

## География
Находится в восточной части Татарстана на расстоянии приблизительно 2 км на юго-запад по прямой от районного центра города Мензелинск. 

## История
В 1732 году на этом месте существовала татарская деревня Камыштамак. В 1770-е годы земли вокруг были скуплены помещиками Можаровыми, в начале XIX века перешли к братьям Аристовым, которые переселили сюда своих крестьян из села Богородское (Урахча) Лаишевского уезда. Село получили название по имени одного из братьев, одновременно использовалось и название Аристовка, по фамилии братьев.

## Население
Постоянных жителей было: в 1834 - 269, в 1858 - 250, в 1870 - 334, в 1884 - 437, в 1897 - 424, в 1906 - 420, в 1913 - 446, в 1920 - 526, в 1926 - 516, в 1938 - 501, в 1949 - 398, в 1958 - 272, в 1970 - 209, в 1979 - 168, в 1989 - 245, в 2002 – 94 (русские 82%), 82 в 2010.